# Mortal Kombat 11
Mortal Kombat 11 — відеогра в жанрі файтингу, розроблена американською студією NetherRealm Studios і видана WB Games 23 квітня 2019 року для PlayStation 4, Xbox One, Nintendo Switch і Microsoft Windows.
Mortal Kombat 11 слугує продовженням Mortal Kombat X. Богиня Кроніка збирає з різних епох бійців, які допоможуть їй стерти з історії Рейдена, виправити наслідки його дій та одноосібно правити світом. Побачивши втручання в історію, Рейден з минулого, який ще не став на бік зла, береться знайти прибічників, які завадять планам Кроніки.

## Ігровий процес

### Основи
Mortal Kombat 11 розвиває основи ігрового процесу попередніх ігор. Гравець керує бійцем, що повинен впродовж кількох раундів змагатися з противником на аренах, використовуючи бойові прийоми, магію та обладнання. Як і в попередніх іграх перезапущеної серії Mortal Kombat, бійці переміщуються у площині, але самі вони та арени виконані в тривимірній графіці.
Поряд зі смертельними Фаталіті та руйнівними Бруталіті, які вимагають вчасного натискання відповідних клавіш, з'явилися нові прийоми — Фатальний удар (Fatal Blow) і Нищівний удар (Krushing Blow). Fatal Blow — особливий прийом, який завдає великої шкоди противнику, але стає доступним тільки тоді, коли здоров'я противника опускається нижче рівня в 30 %. Fatal Blow слугує заміною прийому X-Ray і може бути виконаний тільки один раз за матч. Krushing Blow — видовищний спец-прийом, що виконується за виконання серії вдалих ударів. Крім того наявні Помилування (Mercy), коли боєць не виконує фінального добивання в Фаталіті.
На виконання спец-прийомів витрачається енергія, шкалу якої поділено на 4 частини (дві для нападу і дві для захисту). Різні прийоми вимагають різного обсягу енергії, а поповнюється вона автоматично з часом.
Mortal Kombat 11 надає систему екіпіровки та вмінь, які відкриваються за успіхи в боях, або купуються за Кристали Часу, отримувані за реальні гроші. Екіпіровка переважно лише змінює вигляд персонажів: колір одягу й деталі, такі як маски, капелюхи, зброя тощо. Перемагаючи в боях, гравець заробляє досвід, за який отримує посилення своїх персонажів, нові прийоми та переможні пози для них. З умінь пропонується 10 на кожного персонажа, а гравцеві належить обрати 3 з них. Набори вмінь можливо зберігати і швидко змінювати їх.

### Режими
- Режим Історії — режим, у якому розповідається сюжет гри, поділений на акти, в кожному з яких слід грати за вказаних персонажів. Місцями пропонуються незначні розвилки сюжету, коли гравцеві слід обрати за якого з двох доступних персонажів грати. Час на вибір при цьому обмежений[5].
- Сутичка — бій обраним бійцем проти керованого ШІ противника або іншої людини[6].
- Вежі Часу — низка боїв з певним набором противників, де гравець може вибирати з декількох варіантів: Навчальні Вежі (ознайомлюють з грою), Тимчасові Вежі (список противників і нагород оновлюється кожні кілька годин, щоденно і через кілька днів), Вежі Персонажів (відкриваються за монети, перемоги винагороджуються новими елементами оформлення персонажів, посиленнями, прийомами й анімаціями) і Призивні Вежі (відкриваються тільки спеціальними ключами, за перемогу в них даються найцінніші винагороди)[7].
- Класичні Вежі — низка боїв з певним набором противників, або нескінченна[8].
- Крипта — території на острові Шан Цзуна, наповнені головоломками і сховками з корисними предметами. Персонаж переміщується по Крипті з видом від третьої особи, може користуватися різними зброєю і спорядженням. Наприклад, молот дозволяє розбивати стіни та входити до прихованих місць. Деякі сховки, такі як скрині, відкриваються тільки якщо персонаж володіє певним предметом, або виконав особливі умови як-от здійснив вказану кількість Фаталіті. Також вони можуть вимагати пожертвування спеціальних предметів: монет, фрагментів душ і сердець. Всі вони отримуються за успіхи в інших режимах. Крім того в Крипті міститься Кузня, де гравець може виготовити нові корисні предмети, витративши отримані в боях складники: частини обладунків переможених героїв, есенції магії тощо[9].

### Персонажі
У грі наявні як бійці з попередніх ігор, так і цілком нові. Низку додаткових, у тому числі повернених з попередніх частин серії, було додано в завантажуваних доповненнях.
| Персонажі з попередніх частин: - Барака - Джекс - Джейд - Джекі Бріггс - Джонні Кейдж - Д'Вора - Кабал - Кано - Кітана - Коталь Кан | - Кунг Лао - Кессі Кейдж - Лю Кан - Нуб Сайбот - Рейден - Саб-Зіро - Скарлет - Скорпіон - Соня Блейд - Фрост - Еррон Блек | Нові персонажі: - Герас - Колектор - Цетріон | DLC-персонажі: - Шао Кан - Шан Цзун - Сіндел - Нічний Вовк - Джокер - Спаун - Термінатор - Фуджін - Робокоп - Шива - Джон Рембо - Міліна - Рейн |

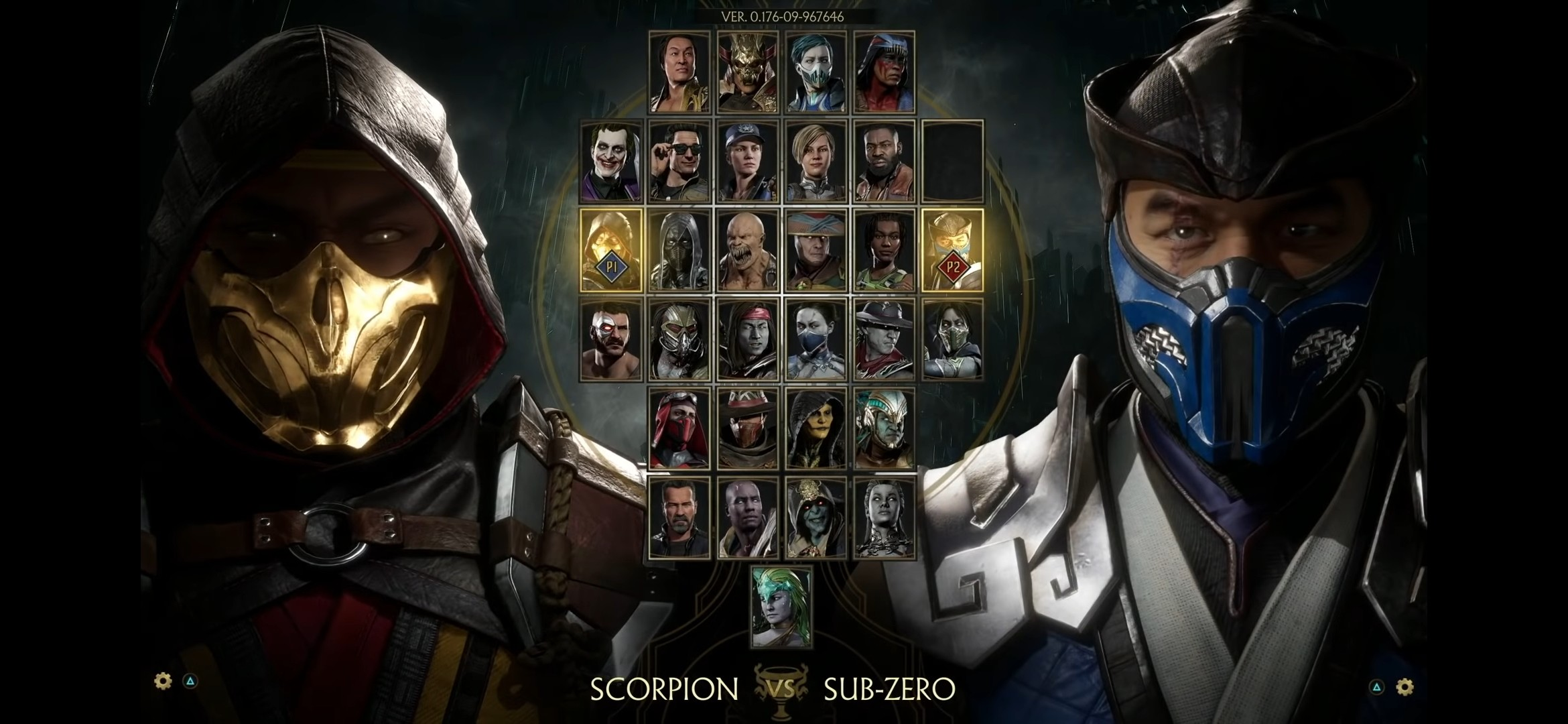
Екран вибору персонажа в Mortal Kombat 11 (з персонажами Kombat Pack 1)

В сюжеті також з'являються: Кроніка, Бо Рай Чо, Сайракс, Горо, Хсу Хао, Кунг Джин, Харон, Нічний Вовк, Саріна, Сектор, Шива, Шіннок, Сіндел і Такеда Такаші.
У Крипті на додаток можна зустріти чи знайти згадки про таких персонажів: Блейз, Ермак, Кенші, Рейн, Рептилія.

## Сюжет
Перша глава. Після перемоги над Шінноком Рейден ув'язнив його в своєму палаці та катує блискавками. Шіннок втім зловтішається, що Рейден став схожий на нього. Той відрубує Шінноку голову, але лишає її живою — слугувати попередженням всім ворогам Земного царства. Коли Рейден іде геть, з'являється мати Шіннока, богиня часу Кроніка, і каже, що в Шіннока буде інша доля.
Тим часом Кессі Кейдж отримує підвищення до сержанта і сходиться в символічному поєдинку зі своєю командиркою Сонею. Несподівано прибуває Рейден з вимогою завдати атаки по Пеклу, військом якого командують одержимі Лю Кан і Джейд. Рейден переносить Соню, Кессі та Жаклін Бріггс з їх загоном до Пекла. Спецпризначенці пробираються в Кістяний храм, де протистоять демонам і встановлюють вибухівку. Кессі б'ється з Кабалом і Кітаною, аби прикрити Соню. Та Лю Кан обвалює стелю і Соня опиняється під завалом. Кессі долає Лю Кана й намагається визволити Соню, але та наказує відступати і підриває вибухівку. Кістяний храм руйнується, позбавивши Пекло захисту, а вцілілі спецпризначенці повертаються на Землю. До Пекла прибуває Кроніка й демонструє силу відновити храм. Лю Кан і Кітана погоджуються служити їй. Кітана просить допомогти їй створити нову історію, де не буде їхнього спільного ворога — Рейдена.
Друга глава. У Зовнішньому світі імператор Котал страчує на арені розбійника. В цю мить Кроніка змінює історію Пісками Часу з магічного годинника, що переносить ключових персонажів з минулого в майбутнє. Рейден внаслідок цього зникає, і з'являється його версія з минулого, яка перебуває на боці добра. На арені з'являється Шао Кан з минулого, обурений тим, що трон зайняв його генерал Котал. Колишній Рейден з бійцями Земного царства опиняється там же, перенесений просто з останнього турніру Смертельної Битви. Шао Кан ледве не вбиває Котала, тоді Рейден стає на бік чинного імператора і Котал виходить переможцем. Скарлет намагається вбити Котала, проте програє. Після цього Котал зустрічає свою кохану Джейд, яка вважала його загиблим. Слідом його намагається вбити Еррон Блек, вигравши бій з ним, Котал знову стикається з Шао Каном і змушує його тікати. Д'Вора створює портал і забирає Шао Кана з його прибічниками. Котал розповідає Рейдену як той переміг Шіннока і став безжально знищувати всіх, кого підозрював у загрозі Земному царству.
Шао Кан дізнається, що Д'Вора вбила його доньку Міліну і хоче помститись, та його зупиняє Кроніка. Вона пропонує служити, захищаючи годинник, в обмін на більшу імперію, ніж та, якою Шао Кан володів раніше. Рейден лишає Лю Кана і Кунг Лао захищати Земне царство, поки він питатиме у Старших богів поради. Джонні Кейдж зустрічає свого серйознішого двійника з майбутнього, а Кессі зустрічає Соню з минулого. Сили Пекла нападають на сховище життєвої енергії Землі — джінсей. Лю Кан і Кунг Лао з подивом дізнаються від Соні, що перший в її часі став на бік зла, а другий загинув.
Третя глава. Лю Кан і Кунг Лао прибувають в академію Шаолінь, де бачать, що демони випередили їх — усіх захисників джінсей убито. Вони зустрічають Скорпіона, що служить Кроніці в обмін на воскресіння його родини і клану. Лю Кан перемагає Скорпіона, але слідом приходить зла Джейд зі словами, що Лю Кан і Кунг Лао в майбутньому загинули через Рейдена. Давши бій їй та Скорпіону, воїни відмовляються стати на їхній бік.
Рейден постає перед Старшими богами, котрі радять знищити годинник Кроніки, який ще не ввібрав досить енергії. Втім, вони не гарантують, що Рейден не стане тираном — цю чи іншу долю він мусить обрати сам. Лю Кан і Кунг Лао зустрічають слугу Кроніки Гераса, та своїх злих двійників. Ті запевняють власні молодші версії, що Рейден зрадить їх, але вони не вірять. Побивши двійників, оригінальні Лю Кан і Кунг Лао вбивають Гераса, але він воскресає завдяки магії своєї володарки. Герас поважає бійців Шао Ліня та лишає їх живими, лише спинивши в часі. Тепер, безперешкодно зарядивши магічні колби енергією джінсей, Кроніка доручає Шао Кану, Сектору та Міліні зібрати війська. Рейден клянеться Лю Кану з Кунг Лао, що не нашкодить їм. Утім, Кунг Лао недовіряє йому. Саб-Зіро просить допомогти його клану, адже Сектор створює армію кіборгів з полонених.
Четверта глава. Саб-Зіро зустрічається зі Скорпіоном свого часу біля фабрики Сектора. Вдвох вони проникають всередину, де бачать Сайракса та ученицю Саб-Зіро Фрост, що відправляють полонених на кіборгізацію. Здолавши Фрост, а потім рядових кіборгів, вони вимикають чип контролю Сайракса. Та слідом з'являється Нуб Сайбот, хоча скоро програє. Сайракс отямлюється та перепрограмовує кіборгів, а Саб-Зіро протистоїть Сектору. Кано об'єднується зі своєю майбутньою версією, щоб відремонтувати Сектора.
Кроніка в пошуках союзників з'являється до Джакса з пропозицією змінити його долю на краще.
П'ята глава. Котал, Джейд, Рейден і Кітана вирішують заручитися підтримкою Шиви. Джейд провалюється в підземелля, де зустрічає майбутню злу себе. Д'Вора ранить Котала, та Джейд змушує її відступити й розповісти де перебуває Шао Кан. Котал зі своїми прибічниками проникають в табір канібалів таркатанів, але випадково видають себе. Котал поспішає на допомогу, поки Джейд бореться з продажним Збирачем. Котал наказує стратити таркатанів, що шокує Джейд. Вона розуміє, що імператор став невиправдано жорстоким і ранить його. Але після цього приходить Шао Кан і полонить Котала.
Шоста глава. Кессі та Соня разом розшукують часові аномалії. Старший Кейдж свариться з молодшим і перемагає його в поєдинку, змусивши переосмислити його несерйозність. Соня бачить запис з останньої місії та вирішує, що донька покинула її на смерть. Але тут на їхню базу нападають Еррон зі своїми найманцями. Старий Кейдж перемагає Еррона та допомагає пораненій Кессі. Найманці викрадають Соню та приводять до Сектора. Кейдж сідає в танк і їде її визволяти, він перемагає вдосконаленого Сектора й молодого Кано. Та старий Кано ранить його і захоплює молодшого Кейджа. Кано підриває Сектора, тоді Рейден переносить союзних бійців від вибуху із бази до саду Скорпіона.
Сьома глава. Лю Кан і Кунг Лао просять Шиву визволити Котала, та вона відмовляється допомогти. Тоді вони видають себе за дикунів і вдають наче схопили Кітану. Вони приводять її до Скарлет, яка саме планувала випити кров Джейд. Скарлет розуміє, що перед нею самозванці, але Кітана долає її. З Джейд, Лю Каном і Кунг Лао вона вирушає на пошуки Бараки, щоб він став на бік Котала. Кітана перемагає і його та змушує вислухати. Барака погоджується визволити Котала в обмін на високу посаду при ньому.
Шао Кан готується стратити Котала і повернути собі трон. В цю мить нападають таркатани, Кітана нападає на Шао Кана, проте їй на заваді стає Збирач. Розправившись із ним, вона поспішає допомогти Коталу. Джейд звільняє Котала, проте Шао Кан ламає йому спину. Кітана перерізає Шао Кану горло й повертає трон Коталу. Той визнає свою жорстокість і віддає владу Кітані. Вона проголошує, що відтепер всі народи Зовнішнього світу рівні та будуть битися разом.
Скорпіон здогадується, що цитадель Кроніки перебуває поза світами і дістатися туди може тільки перевізник дух померлих, Харон.
Восьма глава. Кано кидає Соню на бої без правил. Там вона перемагає Кабала, але наступним противником виставляють молодого Кейджа. Вони вдають наче б'ються, тут вривається Кесі зі своїм загоном. Соня не дає Еррону вистрелити в Кейджа. Кано зі своїм двійником намагаються вбити Соню і та перемагає обох. Старий Кано однак погрожує вбити молодого Кейджа і цим стерти з історії його доньку Кессі. У відповідь Соня застрелює молодого Кано — старий як наслідок розсипається прахом. Герас атакує захисників Землі, та Кессі затримує його, даючи матері та Кейджу відступити. Соня визнає, що донька не зраджувала її.
Злий Лю Кан сумнівається в планах Кроніки, коли вона показує, що втілення її плану вимагає більше енергії. Вона відправляє Лю заволодіти енергією душ, зібраною чаклуном Шан Цзуном.
Дев'ята глава. Джакс і Жаклін припливають на острів Шан Цзуна аби убезпечити зібрану ним енергію. Вони застають острів занедбаним, але там вже чекають зла Кітана і Кабал. Кітана оживлює мерців острова. Побивши ворогів, Джакс і Жаклін спускаються в підземелля й стикаються з Нубом Сайботом. Вони майже схоплюють корону Кроніки, залишену Лю, яка вбирає енергію, але їх спиняє старший Джакс. Він каже, що хоче кращої долі дочці, але для цього слід служити Кроніці. Молодший Джакс приголомшує його та забирає з собою.
Дорогою з острова їх зупиняє донька Кроніки, богиня життя Цетріон. Жаклін одягає корону Кроніки і перемагає Цетріон, та вона скидає Жаклін у розщелину. Старий Джакс віддає Цетріон корону в обмін на порятунок доньки. Цетріон доставляє корону Кроніці, яка починає ритуал з Пісками Часу, що поверне історію назад і дозволить створити новий світ. Кессі пропонує Рейдену скористатись амулетом Шіннока, щоб завадити цьому, але він заперечує, щоб не стати знову на бік зла.
Десята глава. Саб-Зіро та Скорпіон знаходять Харона. Скорпіон рятує Харона від Д'Вори, але стикається з собою з минулого. Він переконує Скорпіона з минулого, що той помиляється, але Д'Вора вжалює старого. Скорпіон з минулого обіцяє допомогти Рейдену. Він прибуває до Саб-Зіро, але той не вірить в його добрі наміри.
Одинадцята глава. Рейден вражає Скорпіона блискавками і збирається вирушити проти Кроніки з наявними силами. Сам того не помічаючи, він підпадає під вплив амулета Шіннока. Лю Кан намагається переконати його в чесності Скорпіона, Рейден лютує, але вчасно отямлюється. Несподівано поряд виникає Шао Кан з іншого часу, Рейден не дозволяє Лю битися з ним. Тоді Лю, вважаючи Рейдена божевільним, нападає на нього. Обоє потрапляють у вихор часу й проносяться крізь різні епохи в різних своїх втіленнях. Рейден бачить різні можливі варіанти історії та розуміє, що вбивство ним Лю Кана завжди веде до перемоги Кроніки, а всі попередні події підлаштовані нею саме для цього. Тоді він відмовляється від убивства.
Кроніка прибуває особисто, кажучи, що всі спроби завадити їй марні. Вона забирає Лю Кана у свою цитадель, тож Рейден з товаришами вирушає туди. Злий Лю Кан пояснює їм новий план Кроніки — злити душі двох Лю Канів різних епох і їх силою знищити Рейдена назавжди.
Спецпризначенці, монахи та народи Зовнішнього світу разом вирушають до цитаделі Кроніки на кораблях. Харон проводить їх туди, але шлях перепиняє величезне пекельне судно з демонами й кіборгами. Рейден стикається з Джаксом, якому відкриває очі на справжні плани Кроніки і той стає на його бік. Проти Рейдена виступає безсмертний Герас, та Рейден обплутує його ланцюгом і скидає в море. Слідом нападає Фрост, він долає її та розуміє, що всі кіборги пов'язані. Йому вдається вразити імпланти Фрост так, щоб всі кіборги вимкнулися.
Злий Лю Кан витягує душу двійника, після чого нападає на флот. Рейден все одно бере гору й повертає душу молодому Лю Кану.
Дванадцята глава. Рейден віддає свою силу Лю Кану, таким чином Лю Кан стає новим богом грому, здатним перемогти Кроніку. Армії сил Добра та Зла стикаються біля цитаделі Кроніки. Лю Кан спалює пекельну армію і з Кітаною та Кунг Лао вривається до зали з годинником. Але Кроніка встигає повернути плин часу назад. Незачепленими лишаються тільки Лю Кан, вона та її слуги, що були безпосередньо біля годинника. Лю Кан протистоїть їм усім: пекельним Цетріон, Кунг Лао і Джейд. Врешті він сходиться у двобої з самою Кронікою і перетворює її фінальним магічним ударом на скляну статую, яку тут же розбиває.
З'являється Рейден, тепер позбавлений божественних сил, і каже Лю Кану створити нову історію. Лю Кан відповідає, що не повинен братися за це сам і бере з собою або Кітану (якщо встиг перемогти в доісторичну епоху), або Рейдена (якщо перемагає на початку історії всесвіту). Вони дають початок новій історії, але вирішують дати всім майбутнім жителям всіх світів самим обирати власну долю.

## Aftermath
Доповнення під назвою Aftermath (укр. Наслідки) було видано 26 травня 2020 року. Воно продовжує сюжет 5-ма главами, надає нових бійців (Фуджін, Шіва та Робокоп) і нові оформлення для наявних бійців. Також доповнення повертає гумористичні закінчення для боїв — «Дружбу».
Тринадцята глава. Коли Лю Кан береться за створення нової історії, прибувають Шан Цзун, Нічний Вовк і Фуджін. Прибульці пояснюють, що Кроніка викинула їх за межі часу через відмову служити їй, але після її загибелі чари зруйнувались. Шан Цзун застерігає, що тепер, коли корона Кроніки знищена разом з нею, годинник розіб'ється при спробі почати історію заново і всі світи зруйнуються. Шан Цзун радить вирушити в минуле поточної історії та викрасти корону, після чого вже почати історію заново. Герої погоджуються об'єднати зусилля і Лю Кан відправляє їх у минуле за короною, а сам лишається охороняти годинник.
Фуджін, Нічний Вовк і Шан Цзун прибувають до колізею, коли Шао Кан збирається стратити Котала. Вони вирішують не втручатися в бій, що спалахнув на арені, але їх помічає Збирач. Нічний Вовк перемагає його і трійця вибирається за межі столиці. Шан Цзун пропонує заручитися підтримкою Сіндел, яка не брала участі в останніх подіях. Тим часом Фрост і Герас доповідають Кроніці, що бачили втікачів.
Герої вирушають до магічного джерела Зовнішнього світу аби отримати воду для позбавлення Сіндел, яка зараз у Пеклі, від одержимості злом. Герас і Фрост стають їм на заваді, але їх вдається тимчасово побороти. Фуджін, Нічний Вовк і Шан Цзун переносяться до Пекла за Сіндел, проте там їх знаходять тодішні одержимі Лю Кан, Джейд і Нічний Вовк. Мандрівників у часі кидають до в'язниці Кістяного храму. Нічному Вовку вдається звільнитися та звільнити напарників. Нічний Вовк перемагає Сіндел і колишнього себе, після чого всі троє покидають храм.
Чотирнадцята глава. Фуджін, Нічний Вовк і Шан Цзун прибувають до Шіви аби вона провела до Криниці душ, де Сіндел можна повернути. Шіва погоджується, але Еррон з Баракою намагаються з'ясувати що тут відбувається. Барака хоче помститися Шан Цзуну. Шіва пермагає Бараку, а потім Джейд і Котала, які прибувають завадити воскресінню Сіндел. Тоді Сіндел помішають до Криниці душ, і чарівною водою повертають її до життя. Кітана приходить аби не допустити, щоб над тілом її матері виконували чаклунство. Сіндел воскресає, але Кітана не вірить, що це та сама людина. Розповідь Сіндел про її загибель переконує Кітану, що це справді її мати.
П'ятнадцята глава. Воскресіння Сіндел стає загрозою для Кроніки, адже вона одна з небагатьох, хто може їй зашкодити. Кроніка відправляє Цетріон на острів Шан Цзуна убезпечити корону. Туди ж прибувають мандрівники в часі, а також Кабал і Джейд. Герої перемагають Кабала з Джейд і вирушають до корони, біля якої стикаються з Джаксом і Нубом Сайботом. Фуджін переконує Джакса стати на його бік. Цетріон намагається скористатися ослабленістю Сіндел аби вбити її, проте Нічний Вовк допомагає побороти Цетріон. На острів прибувають земні спецпризначенці, яким Фуджін пояснює важливість корони. Сіндел тоді доручає корону Шан Цзуну з Фуджіном, а сама вирушає допомогти Кітані.
Шістнадцята глава. Шан Цзун з Фуджіном переносяться в Шаолінь аби віддати корону Рейдену з минулого, де зустрічають Скорпіона та Саб-Зіро. Ті не довірять чаклунові і починають бій. Рейден підозрює, що Шан Цзун задумав якийсь обман і атакує його, а потім і минулого Лю Кана, котрий заступається за Шан Цзуна та Фуджіна. Тоді Фуджін б'ється з Рейденом і отямлює його. Рейден погоджується допомогти, але втручається Кроніка. Вона попереджає, що корону створив сам Шан Цзун і скористається нею при першій можливості для панування над світом. Під час бою з Кронікою корона губиться. Богиня часу перетворює всіх героїв на пісок, але Фуджін встигає одягнути корону і відправляє Кроніку в Пекло, що розвіює її чари. Поки Фуджін оговтується, Шан Цзун хапає корону, проте не одягає її.
Дізнавшись про останні події, Сіндел визволяє з в'язниці Шао Кана. Шіва вважає це помилкою і намагається зупинити Сіндел. Перемігши Шіву, Сіндел розповідає Шао Кану про годинник Кроніки та корону. Як вона і планувала, Шао Кан, спокусившись владою над часом, починає вторгнення у володіння богині часу. Його ненадовго затримують Джессі та Джонні Кейдж. Шао Кан досягає кораблів, які пливуть до цитаделі Кроніки, де разом з Сіндел бореться проти Кунг Лао, Кітани й Лю Кана.
Сімнадцята глава. Шан Цзун віддає корону Фуджіну і герої входять до цитаделі Кроніки, ведучи за собою спецпризначенців. У цей час Шао Кан добиває Лю Кана, обезголовлює Котал Кана та припливає слідом за спецпризначенцями. Рейден просить Фуджіна дати йому корону аби врятувати їх. Той віддає корону, але під виглядом Рейдена виявляється Шан Цзун. Чаклун тепер легко протистоїть Рейдену з Фуджіном і Нічному Вовку, та врешті випиває їхні душі. Після цього Шан Цзун об'єднується з Шао Каном.
Кроніка поглинає силу Цетріон і посилає своїх слуг зупинити вторгнення в цитадель. Шан Цзун користується цим, аби Шао Кан та решта бійців ослабли в бою. Він випиває душі Шао Кана й Сіндел, а потім і Кроніки. Шан Цзун починає формувати власну історію, але тоді завадити йому прибуває Лю Кан з майбутнього, котрий лишився наглядати за годинником.
На вибір гравців пропонується обрати бік Шан Цзуна чи Лю Кана. Якщо перемагає Лю Кан, він стирає Шан Цзуна з історії та переноситься в минуле, ще до першої Смертельної битви. Він обирає молодого Кунг Лао своїм чемпіоном і каже, щоб той готувався до майбутніх пригод. Якщо перемагає Шан Цзун, він випиває душу Лю Кана і здобуває владу над часом. За якийсь термін Рейден і Фуджін, оживлені як слуги, доповідають, що майже всі царства вже скорилися волі Шан Цзуна.

## Оцінки й відгуки
| Агрегатор  | Оцінка                                             |
| ---------- | -------------------------------------------------- |
| Metacritic | 83/100 (PS4) 87/100 (XONE) 83/100 (PC) 79/100 (NS) |

| Видання        | Оцінка |
| -------------- | ------ |
| Destructoid    | 7/10   |
| GameSpot       | 8/10   |
| GamesRadar+    | [ 20 ] |
| IGN            | 9/10   |
| Jeuxvideo.com  | 18/20  |
| PC Gamer (США) | 85/100 |

Mortal Kombat 11 здобула визнання критиків, зібравши середню оцінку на агрегаторі Metacritic у 83 бали зі 100 для PlayStation 4, 87/100 для Xbox One, 83/100 для Windows і 79/100 для Nintendo Switch. В той же час одразу після виходу оцінки гравцями було обвалено до рівня 2-2,9 з 10. Причиною на те став протест проти мікротранзакцій, які знецінюють зусилля гравців. Також невдоволення спричинили відсутність деяких класичних персонажів і засилля пропаганди «соціальної справедливості».
IGN високо оцінили сюжет та нові прийоми, здобули схвалення оснащення та вміння. Ціни за оформлення і вдосконалення персонажів було названо надмірно високими. Загалом Mortal Kombat 11 було визнано найкращою грою в серії.
GamesRadar відзначили драматичний сюжет, ностальгічний, вивірений геймплей, багатий вибір налаштувань персонажів і легке навчання. Натомість було розкритиковано невиправдано жорстокі Фатальні удари та нових персонажів, визнаних нецікавими.
В Україні Mortal Kombat 11 було знято з продажів через закон про декомунізацію — альтернативний костюм Скарлет має комуністичну символіку.
Станом на липень 2021 року продажі гри по світу склали 12 млн примірників.